# Stridsfordon 90
Stridsfordon 90, kort Strf 90 (internationellt Combat Vehicle 90, kort CV90) är en familj av pansarfordon utvecklad av H-B Utveckling, ett bolag samägt mellan Hägglunds och Bofors. Det används av den svenska försvarsmakten och i flera andra länder.
Vagnen har såväl strids- som transportkapacitet, då den är utrustad med en 40 mm automatkanon och samtidigt kan transportera upp till sju stridsutrustade soldater. Strf 90 togs i första hand fram för nordiska förhållanden, vilket gör att dess framkomlighet i svår terräng, som myrmark eller snö, är mycket god.
Produktionen av Strf 90 inleddes 1993. Fram till 2021 har över 1 300 stycken sålts.
Fordonet har kontinuerligt vidareutvecklats av Hägglunds alltsedan den första versionen och har exporterats till flera länder under namnet CV 90. Den senaste versionen av vagnen, MK IV, är mycket modern och har ett aktivt motmedelssystem. Det finns också flera specialiserade versioner av vagnen, för exempelvis stridsledning, luftförsvar och lätt artilleri.

## Sverige

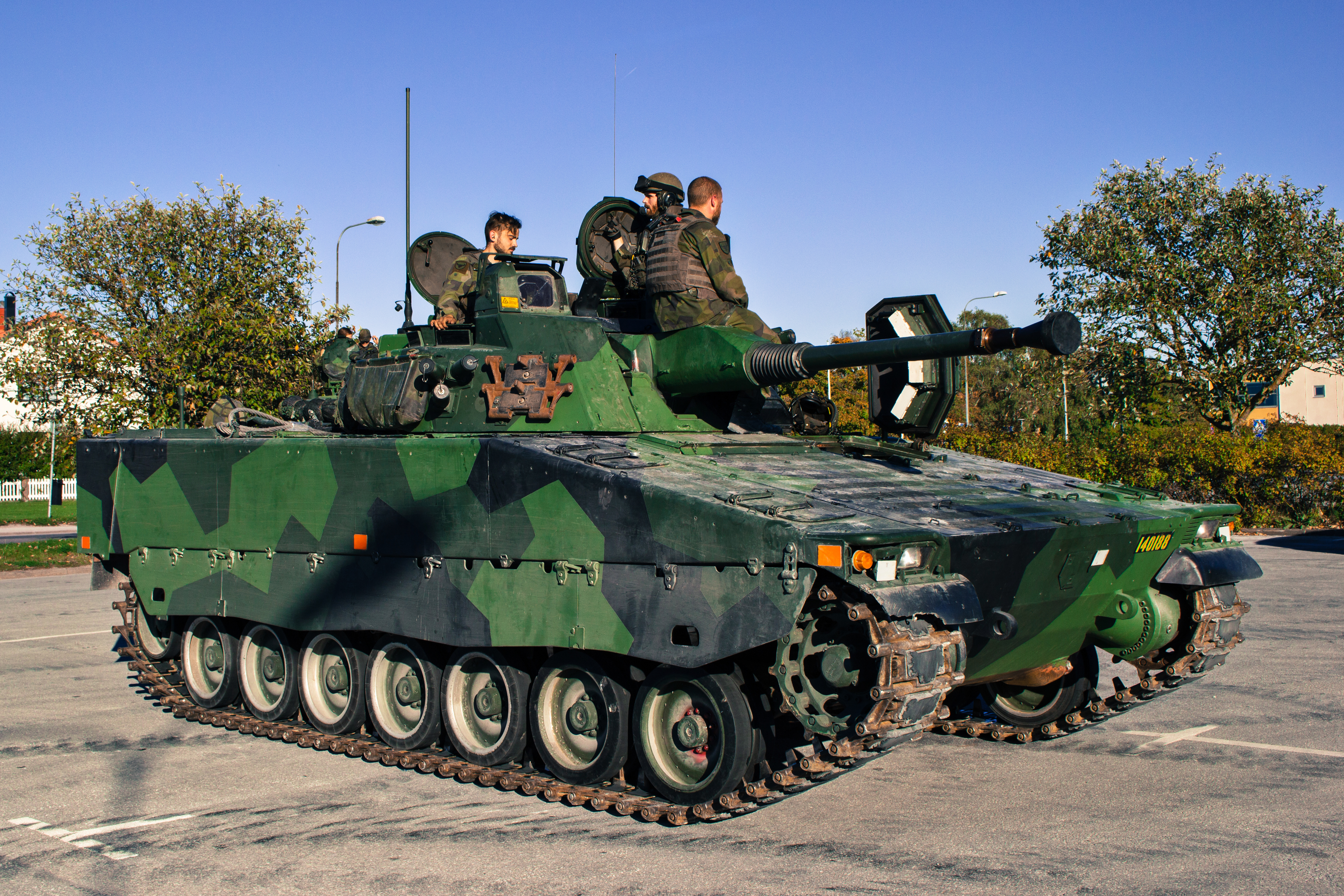
Strf 9040A i Visby.

För den svenska armén tillverkades chassin vid Hägglunds och tornen vid Bofors. Åren 1994–2002 levererade Försvarets materielverk (FMV) totalt 509 vagnar till Försvarsmakten.
Vagnen var ursprungligen tänkt att primärt användas vid Arméns Norrlandsförband, men stridsfordonet förekommer numer vid samtliga mekaniserade förband.

## Internationell försäljning
Vagnen har levererats i flera olika versioner till Danmark, Estland, Finland, Nederländerna, Norge, Schweiz och Ukraina. Dessa olika versioner som går under beteckningen CV 90 skiljer sig från de svenska vagnarna bland annat genom att alla exportländer har valt automatkanoner med lägre kaliber än Sveriges 40 mm-kanon.

## Skarpa internationella insatser

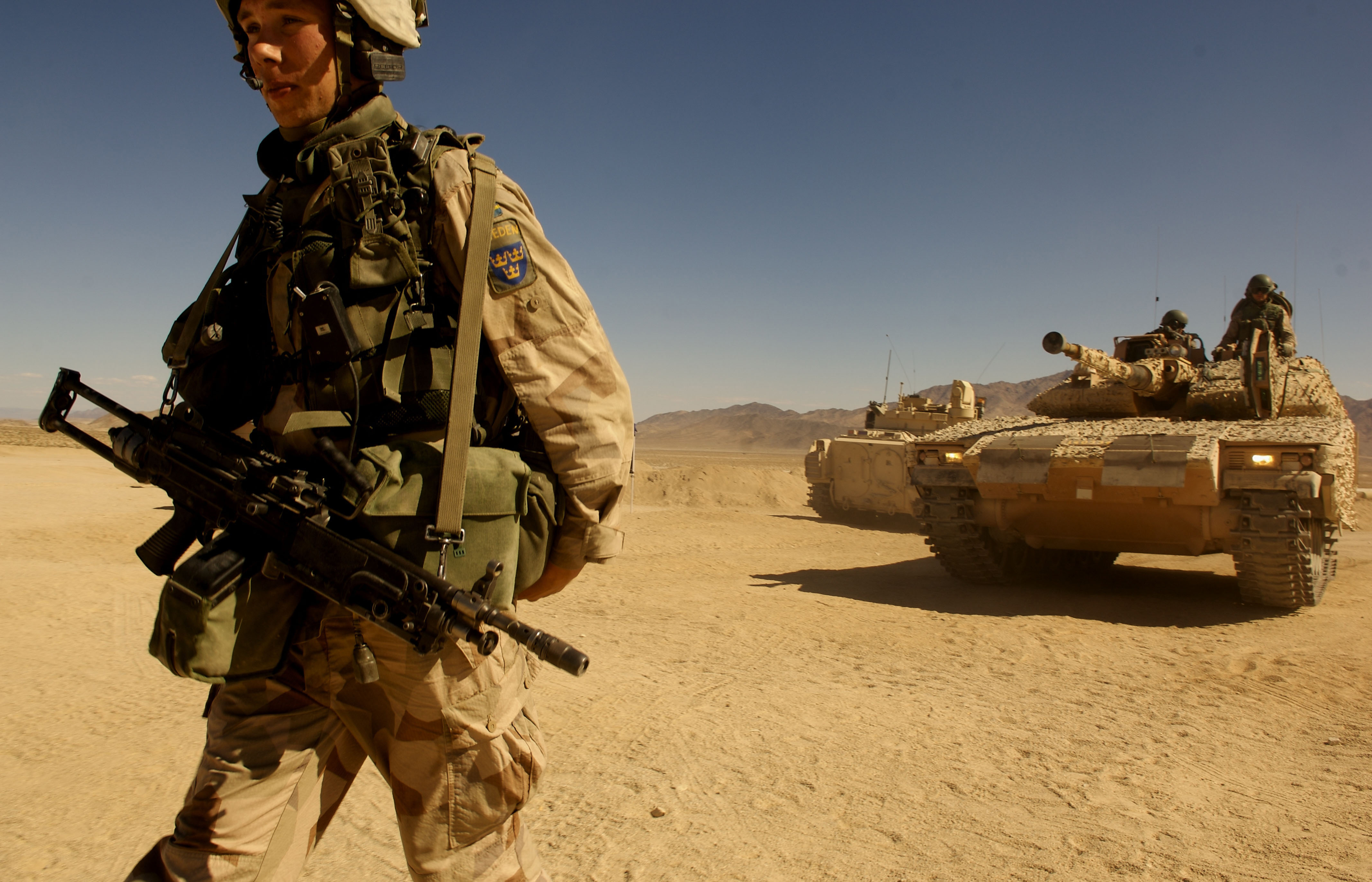
Ett svenskt stridsfordon 9040C på övning i USA.

Strf 90 deltog för första gången i en internationell insats i Liberia år 2004, då svensk FN-trupp medförde tretton Strf 9040C.
Stridsfordon 90 användes för första gången i strid av norska ISAF-styrkor under en operation i Afghanistan 2007. Under 2009 användes Stridsfordon 90 även i strid av svenska ISAF-förband, utanför staden Balkh i norra Afghanistan.
Stridsfordon 90 används av ukrainska styrkor vid offensiven 2023 mot ryska styrkor.
Den 30 juli 2023 kom uppgifter och bilder på ett Stridsfordon 90 erövrat av ryska trupper. I augusti 2023 släppte ryska försvarsdepartementet en video där försvarsministern Sergej Sjojgu inspekterar det erövrade fordonet. Detta är hittills (4 augusti 2023) det enda stridsfordonet som dokumenterats gått förlorat i strid under Rysslands invasion av Ukraina.

## Beskrivning (Strf 9040)

### Besättning
Besättningen består av vagnchef, skytt och förare. Vagnchefen sköter kommunikationen och navigationen, skytten söker efter fienden och avfyrar vapnen och föraren ägnar sig enbart åt att köra fordonet. Vagnchefen har en egen joystick för att styra tornet och skjuta med kanon/ksp, vagnchefens joystick har prioritet över skyttens riktdon. Ingen laddare behövs då det är en automatkanon. Vagnchefen sitter till vänster och skytten till höger i tornet och föraren längst fram till vänster i chassiet.

### Transportutrymme
I bakre halvan av stridsfordon 9040 finns ett transportutrymme för personal och materiel. Utrymmet åtkoms genom en dörr på vagnens baksida, alternativt genom två stridsluckor på taket.
Transportutrymmet var ursprungligen avsedd för transport av åtta stycken stridsutrustade soldater och var då utformad med åtta säten. Detta har med tiden reviderats till sju säten på grund av utökat behov av vagnens utrymme för medfört materiel och säkerställd nödutrymning. Återstående sju säten används till en skyttegrupp om sex personer och en person av bland annat följande befattningar: plutonsjukvårdare, stridsgruppchef, stabstroppchef, markstridsledare eller skyttetroppchef.
Förutom sittutrymme finns fästen för två pansarskott m/86 och ett granatgevär m/48 eller m/86, samt ett i dörren för en kulspruta 58 eller kulspruta 90.
För uppsutten strid eller observation med skyttegruppen används de två stridsluckor som finns belägna på transportutrymmets tak.

### Automatkanon (40mm akan m/70B)
Stridsfordon 90:s huvudbeväpning består av en Bofors 40 mm "40/70B" automatkanon, i svensk tjänst betecknad 40 mm automatkanon m/70B, förkortat 40 mm akan m/70B (alternativa stavningar: Akan 40 mm L/70B och Akan 40/70B). Detta är en modifierad Bofors 40 mm automatkanon L/70 som inverterats och försetts med undermatande magasin och förhöjd eldhastighet om ca 300 skott per minut (ca 5 skott per sekund).
| Kaliber                 | 40 mm         | Vikt, komplett pjäs, tom   | 640 kg  |
| Patron                  | 40 × 365 mm R | Vikt, komplett pjäs, 24 sk | 700 kg  |
| Eldrör med bakstycke    | L/70          | Längd, framför tapparna    | 3315 mm |
| Eldhastighet, automat   | 300 sk/min    | Längd, bakom tapparna      | 710 mm  |
| Eldhastighet, patronvis | 60 sk/min     | Höjd, från tapparna        | 170 mm  |
| Räckvidd, stridsfordon  | 1500–2000 m   | Djup, från tapparna        | 770 mm  |
| Räckvidd, helikoptrar   | 3500–4000 m   | Bredd, total               | 450 mm  |

Användning av en 40 mm automatkanon var och är till stor del unikt för Strf 90 då många andra länder har föredragit kalibrarna 25–35 mm för sina stridsfordon. Valet föll på 40 mm då man ville kunna slå ut huvudstridsvagnar i sidan med pilprojektil och ha bra verkan med kulspränggranat mot helikoptrar, men samtidigt ha tillräckligt mycket ammunition i vagnen för längre strid. Under utvecklingsstadiet av stridsfordon 90 fanns alternativ för 25 mm akan och 57 mm akan vilka föll bort på grund av verkan och ammunitionskapacitet vardera. I modernare tid har dock flera andra nationer börjat titta på att beväpna sina stridsfordon med 40 mm automatkanoner. Till exempel valde Sydkorea att beväpna sitt stridsfordon K21 från 2009 med en 40 mm automatkanon och Storbritannien planerar att uppdatera sitt stridsfordon FV 510 Warrior med en 40 mm automatkanon.

#### Varianter
40 mm akan m/70B finns i tre utföranden på stridsfordon 90:
- 40 mm akan m/70Ba[11] - Ursprungsvariant baserad på den ursprungliga luftvärnsvarianten av vapnet. Vapnet har vänts uppochner och försetts med ett nytt matningssystem som tillåter ammunitionen att matas underifrån.[12] Originalvapnet matade ovanifrån och använde gravitation för att föra ner patronerna i vapnet.[15]
- 40 mm akan m/70Bb[11] - Uppdaterad variant för luftvärnskanonvagn 90. Vapnet har fått kapaciteten att skjuta programmerbar ammunition som tillåter kontrollerad luftbrisad.[16]
- 40 mm akan m/70Bc[11] - Uppdaterad variant för 9040B. Denna varianten byggde på m/70Bb men med tillägget av en elstyrd slaghammare vilket ökar träffsäkerheten under gång.[17]

#### Magasin
Stridsfordon 9040 har förvaring för 234 patroner runt om i fordonet. Dessa hanteras av ett ammunitionshanteringssystem uppbyggt i tre delar: 
- Del 1 är det magasin som sitter under kanonen. Detta magasin är uppdelad i tre sektioner, vardera hållande en patronrad om åtta patroner, och är menade att hålla en projektiltyp var.[12] Detta består vanligen av pilprojektil, kulspränggranat och spränggranat, vilket ger vagnen den verkanskapacitet som behövs att bekämpa de mesta vagnen kan stöta på. För att förse vapnet med den ammunitionstyp som behövs skjuts magasinet i sidled för att lägga rätt sektion i linje med matningsporten under vapnet. För att fylla på en sektion trycks patroner manuellt in via en port högst upp på magasinets baksida.[18]
- Del 2 är ett under kanonen placerat roterande karusellmagasin om 48 patroner.[12][18] Detta ligger alltid i läge för tornbesättningen och tillåter snabb laddning av kanonens underliggande magasin så länge kanonen inte har för hög dumpning eller höjning (ca -8°–+20°).[18]
- Del 3 är resterande patronförvaringar som ligger runt om i vagnen. Dessa håller ca 162 patroner totalt ({\displaystyle 234-24-48=162}) och används för att fylla på karusellmagasinet.

#### Ammunition
40 mm akan m/70B använder patronen "40 × 365 mm R" (R för randpatron), i svensk tjänst betecknad 40 mm skarp patron m/48, förkortat 40 mm sk ptr m/48, eller bara 40/48.
Till patronen finns ett större antal projektiltyper med olika typer av verkan för att bekämpa olika typer av mål på slagfältet. Viss ammunition bär delbeteckningen LK (Låg Känslig), vilket innebär annorlunda patronhylsa, tändskruv och drivladdning. Patronhylsan är försedd med tryckavlastande spår för att minska effekten vid ammunitionssprängning inne i fordonet. Drivladdningen består av LOVA (Low Vulnerability Ammunition)-krut som är uppbyggt av sprängämnespartiklar inbakade i plast. Detta gör att krutet blir mindre känsligt för yttre fysisk påverkan jämfört med konventionellt krut. Förutom skarp ammunition finns det en blindpatron.
Till automatkanonen finns följande ammunitionstyper: (Notera att genomslag för pansarprojektilerna är hemligstämplat och vad som visas nedan är generell data.)
| Patronlängd | Patronvikt | Projektilvikt | Krutvikt | Krutslag | NEM     | Pmax    | {\displaystyle V_{0}} |
| ----------- | ---------- | ------------- | -------- | -------- | ------- | ------- | --------------------- |
| 520 mm      | 2,3 kg     | 0,5 kg        | 0,55 kg  | NC 1289  | 0,57 kg | 510 MPa | 1465 m/s              |

| Stilla mål | Rörligt mål | Tornmål | D20     | Dmax  |
| ---------- | ----------- | ------- | ------- | ----- |
| 2000 m     | 1800 m      | 1200 m  | 21,5 km | 36 km |

| Avstånd                                                          | Ahast | Anslagsvinkel | Anslagsvinkel | Anslagsvinkel | Anslagsvinkel |
| Avstånd                                                          | Ahast | 90°           | 56°           | 45°           | 30°           |
| ---------------------------------------------------------------- | ----- | ------------- | ------------- | ------------- | ------------- |
| 0 m 100 m 200 m 300 m 400 m 500 m 600 m 700 m 800 m 900 m 1000 m | -     | -             | - >120 mm -   | - >140 mm -   | - >120 mm -   |

| Patronlängd | Patronvikt | Projektilvikt | Krutvikt | Krutslag | NEM     | Pmax    | {\displaystyle V_{0}} |
| ----------- | ---------- | ------------- | -------- | -------- | ------- | ------- | --------------------- |
| 520 mm      | 2,3 kg     | 0,5 kg        | 0,55 kg  | NC 1289  | 0,57 kg | 510 MPa | 1465 m/s              |

| Stilla mål | Rörligt mål | Tornmål | D20     | Dmax  |
| ---------- | ----------- | ------- | ------- | ----- |
| 2000 m     | 1800 m      | 1200 m  | 21,5 km | 36 km |

| Avstånd                                                          | Ahast | Anslagsvinkel | Anslagsvinkel | Anslagsvinkel | Anslagsvinkel |
| Avstånd                                                          | Ahast | 90°           | 56°           | 45°           | 30°           |
| ---------------------------------------------------------------- | ----- | ------------- | ------------- | ------------- | ------------- |
| 0 m 100 m 200 m 300 m 400 m 500 m 600 m 700 m 800 m 900 m 1000 m | -     | -             | - >120 mm -   | - >140 mm -   | - >120 mm -   |

| Patronlängd | Patronvikt | Projektilvikt | Krutvikt | Krutslag | NEM     | Pmax    | {\displaystyle V_{0}} |
| ----------- | ---------- | ------------- | -------- | -------- | ------- | ------- | --------------------- |
| 520 mm      | 2,3 kg     | 0,5 kg        | 0,55 kg  | NL 008   | 0,54 kg | 510 MPa | 1465 m/s              |

| Stilla mål | Rörligt mål | Tornmål | D20     | Dmax  |
| ---------- | ----------- | ------- | ------- | ----- |
| 2000 m     | 1800 m      | 1200 m  | 21,5 km | 36 km |

| Avstånd                                                          | Ahast | Anslagsvinkel | Anslagsvinkel | Anslagsvinkel | Anslagsvinkel |
| Avstånd                                                          | Ahast | 90°           | 56°           | 45°           | 30°           |
| ---------------------------------------------------------------- | ----- | ------------- | ------------- | ------------- | ------------- |
| 0 m 100 m 200 m 300 m 400 m 500 m 600 m 700 m 800 m 900 m 1000 m | -     | -             | - >120 mm -   | - >140 mm -   | - >120 mm -   |

| Patronlängd | Patronvikt | Projektilvikt | Krutvikt | Krutslag | NEM     | Pmax    | {\displaystyle V_{0}} |
| ----------- | ---------- | ------------- | -------- | -------- | ------- | ------- | --------------------- |
| 520 mm      | 2,3 kg     | 0,5 kg        | 0,55 kg  | NL 008   | 0,54 kg | 510 MPa | 1465 m/s              |

| Stilla mål | Rörligt mål | Tornmål | D20     | Dmax  |
| ---------- | ----------- | ------- | ------- | ----- |
| 2000 m     | 1800 m      | 1200 m  | 21,5 km | 36 km |

| Avstånd                                                          | Ahast | Anslagsvinkel | Anslagsvinkel | Anslagsvinkel | Anslagsvinkel |
| Avstånd                                                          | Ahast | 90°           | 56°           | 45°           | 30°           |
| ---------------------------------------------------------------- | ----- | ------------- | ------------- | ------------- | ------------- |
| 0 m 100 m 200 m 300 m 400 m 500 m 600 m 700 m 800 m 900 m 1000 m | -     | -             | - >120 mm -   | - >140 mm -   | - >120 mm -   |

| Patronlängd | Patronvikt | Projektilvikt | Krutvikt | Krutslag | NEM     | Pmax | {\displaystyle V_{0}} |
| ----------- | ---------- | ------------- | -------- | -------- | ------- | ---- | --------------------- |
| -           | 2,3 kg     | 0,53 kg       | 0,5 kg   | NL 008   | 0,54 kg | -    | 1495 m/s              |

| Stilla mål | Rörligt mål | Tornmål | D20     | Dmax  |
| ---------- | ----------- | ------- | ------- | ----- |
| 2000 m     | 1800 m      | 1200 m  | 21,5 km | 36 km |

| Avstånd                                                          | Ahast | Anslagsvinkel | Anslagsvinkel | Anslagsvinkel | Anslagsvinkel |
| Avstånd                                                          | Ahast | 90°           | 56°           | 45°           | 30°           |
| ---------------------------------------------------------------- | ----- | ------------- | ------------- | ------------- | ------------- |
| 0 m 100 m 200 m 300 m 400 m 500 m 600 m 700 m 800 m 900 m 1000 m | -     | >150 mm -     | - >150 mm -   | - >175 mm -   | - >150 mm -   |

| Patronlängd | Patronvikt | Projektilvikt | Krutvikt | Krutslag | NEM     | Pmax | {\displaystyle V_{0}} |
| ----------- | ---------- | ------------- | -------- | -------- | ------- | ---- | --------------------- |
| -           | 2,3 kg     | 0,53 kg       | 0,5 kg   | NL 008   | 0,54 kg | -    | 1495 m/s              |

| Stilla mål | Rörligt mål | Tornmål | D20     | Dmax  |
| ---------- | ----------- | ------- | ------- | ----- |
| 2000 m     | 1800 m      | 1200 m  | 21,5 km | 36 km |

| Avstånd                                                          | Ahast | Anslagsvinkel | Anslagsvinkel | Anslagsvinkel | Anslagsvinkel |
| Avstånd                                                          | Ahast | 90°           | 56°           | 45°           | 30°           |
| ---------------------------------------------------------------- | ----- | ------------- | ------------- | ------------- | ------------- |
| 0 m 100 m 200 m 300 m 400 m 500 m 600 m 700 m 800 m 900 m 1000 m | -     | >150 mm -     | - >150 mm -   | - >175 mm -   | - >150 mm -   |

| Patronlängd | Patronvikt | Projektilvikt | Krutvikt | Krutslag | NEM     | Pmax    | {\displaystyle V_{0}} |
| ----------- | ---------- | ------------- | -------- | -------- | ------- | ------- | --------------------- |
| 520 mm      | 2,2 kg     | 0,4 kg        | 0,5 kg   | NC 1289  | 0,54 kg | 475 MPa | 1520 m/s              |

| Övningsmål | Dmax |
| ---------- | ---- |
| 1000 m     | 5 km |

| Avstånd                                                          | Ahast | Anslagsvinkel | Anslagsvinkel | Anslagsvinkel | Anslagsvinkel |
| Avstånd                                                          | Ahast | 90°           | 56°           | 45°           | 30°           |
| ---------------------------------------------------------------- | ----- | ------------- | ------------- | ------------- | ------------- |
| 0 m 100 m 200 m 300 m 400 m 500 m 600 m 700 m 800 m 900 m 1000 m | -     | - >80 mm -    | -             | -             | -             |

| Patronlängd | Patronvikt | Projektilvikt | Krutvikt | Krutslag | NEM     | Pmax    | {\displaystyle V_{0}} |
| ----------- | ---------- | ------------- | -------- | -------- | ------- | ------- | --------------------- |
| 520 mm      | 2,2 kg     | 0,4 kg        | 0,5 kg   | NC 1289  | 0,54 kg | 475 MPa | 1520 m/s              |

| Övningsmål | Dmax |
| ---------- | ---- |
| 1000 m     | 5 km |

| Avstånd                                                          | Ahast | Anslagsvinkel | Anslagsvinkel | Anslagsvinkel | Anslagsvinkel |
| Avstånd                                                          | Ahast | 90°           | 56°           | 45°           | 30°           |
| ---------------------------------------------------------------- | ----- | ------------- | ------------- | ------------- | ------------- |
| 0 m 100 m 200 m 300 m 400 m 500 m 600 m 700 m 800 m 900 m 1000 m | -     | - >80 mm -    | -             | -             | -             |

| Patron | Patron | Patron | Patron | Patron | Patron | Patron | Patron | Patron | Patron | Prestanda | Prestanda | Prestanda | Källor |
| Vikt | Projektil | Projektil | Projektil | Projektil | Projektil | Laddning | Laddning | NEM | Spårljus | Pmax | Utgångshastighet {\displaystyle V_{0}} | Skjutavstånd | Källor |
| Vikt | Laddning | Vikt | Tändrör | Tändrör | Tändrör | Typ | Vikt | NEM | Spårljus | Pmax | Utgångshastighet {\displaystyle V_{0}} | Skjutavstånd | Källor |
| Vikt | Laddning | Vikt | Typ | Inställningar | Funktion | Typ | Vikt | NEM | Spårljus | Pmax | Utgångshastighet {\displaystyle V_{0}} | Skjutavstånd | Källor |
| --- | --- | --- | --- | --- | --- | --- | --- | --- | --- | --- | --- | --- | --- |
| 40 mm skarp patron m/48B kulspränggranat 95 Lågkänslig 40/48B KULSGR 95 LK Internationellt Bofors 40 mm 3P Multi-target round | 40 mm skarp patron m/48B kulspränggranat 95 Lågkänslig 40/48B KULSGR 95 LK Internationellt Bofors 40 mm 3P Multi-target round | 40 mm skarp patron m/48B kulspränggranat 95 Lågkänslig 40/48B KULSGR 95 LK Internationellt Bofors 40 mm 3P Multi-target round | 40 mm skarp patron m/48B kulspränggranat 95 Lågkänslig 40/48B KULSGR 95 LK Internationellt Bofors 40 mm 3P Multi-target round | 40 mm skarp patron m/48B kulspränggranat 95 Lågkänslig 40/48B KULSGR 95 LK Internationellt Bofors 40 mm 3P Multi-target round | 40 mm skarp patron m/48B kulspränggranat 95 Lågkänslig 40/48B KULSGR 95 LK Internationellt Bofors 40 mm 3P Multi-target round | 40 mm skarp patron m/48B kulspränggranat 95 Lågkänslig 40/48B KULSGR 95 LK Internationellt Bofors 40 mm 3P Multi-target round | 40 mm skarp patron m/48B kulspränggranat 95 Lågkänslig 40/48B KULSGR 95 LK Internationellt Bofors 40 mm 3P Multi-target round | 40 mm skarp patron m/48B kulspränggranat 95 Lågkänslig 40/48B KULSGR 95 LK Internationellt Bofors 40 mm 3P Multi-target round | 40 mm skarp patron m/48B kulspränggranat 95 Lågkänslig 40/48B KULSGR 95 LK Internationellt Bofors 40 mm 3P Multi-target round | Avsedd mot luftmål, robotar, oskyddad trupp, lätt bepansrade fordon. Programmerbart tändrör med 6 inställningar. Kräver 40 mm akan m/70Bb eller m/70Bc | Avsedd mot luftmål, robotar, oskyddad trupp, lätt bepansrade fordon. Programmerbart tändrör med 6 inställningar. Kräver 40 mm akan m/70Bb eller m/70Bc | Avsedd mot luftmål, robotar, oskyddad trupp, lätt bepansrade fordon. Programmerbart tändrör med 6 inställningar. Kräver 40 mm akan m/70Bb eller m/70Bc | Avsedd mot luftmål, robotar, oskyddad trupp, lätt bepansrade fordon. Programmerbart tändrör med 6 inställningar. Kräver 40 mm akan m/70Bb eller m/70Bc |
| 2,45 kg | 1100 volframlegerade stålkulor Splitterhölje (>3000 fragment) 0,120 kg PBX PBX 80/20 (oktogen)                                | 0,975 kg | ZONAR M/95 (Programmerbart zonrör)                                                                                            | NZ = Normal Zonmod | Luftbrisad, autodestruktion efter 15 sekunder.                                                                                | NL 007 | 0,5 kg | 0,611 kg | Nej | 510 MPa | 1012 m/s (+21 °C) | 2500 m: Stilla markmål 2000 m: Rörligt mål 1500 m: små mål 4000 m: stora mål                                                                           | [ 10 ] [ 11 ] [ 17 ] [ 22 ] [ 28 ] [ 29 ] |
| 2,45 kg | 1100 volframlegerade stålkulor Splitterhölje (>3000 fragment) 0,120 kg PBX PBX 80/20 (oktogen)                                | 0,975 kg | ZONAR M/95 (Programmerbart zonrör)                                                                                            | ZT = Zonmod med Tidlucka | Zonrör enbart aktiv på avstånd för förutsätt träff. Autodestruktion vid funktionsluckans slut.                                | NL 007 | 0,5 kg | 0,611 kg | Nej | 510 MPa | 1012 m/s (+21 °C) | 2500 m: Stilla markmål 2000 m: Rörligt mål 1500 m: små mål 4000 m: stora mål                                                                           | [ 10 ] [ 11 ] [ 17 ] [ 22 ] [ 28 ] [ 29 ] |
| 2,45 kg | 1100 volframlegerade stålkulor Splitterhölje (>3000 fragment) 0,120 kg PBX PBX 80/20 (oktogen)                                | 0,975 kg | ZONAR M/95 (Programmerbart zonrör)                                                                                            | ZTB = ZT med Brisadfördröjning                                                                                                | ZT med en 5 ms brisadfördröjning.                                                                                             | NL 007 | 0,5 kg | 0,611 kg | Nej | 510 MPa | 1012 m/s (+21 °C) | 2500 m: Stilla markmål 2000 m: Rörligt mål 1500 m: små mål 4000 m: stora mål                                                                           | [ 10 ] [ 11 ] [ 17 ] [ 22 ] [ 28 ] [ 29 ] |
| 2,45 kg | 1100 volframlegerade stålkulor Splitterhölje (>3000 fragment) 0,120 kg PBX PBX 80/20 (oktogen)                                | 0,975 kg | ZONAR M/95 (Programmerbart zonrör)                                                                                            | TM = TidMod TMS = TidMod med Spridning.                                                                                       | Fungerar som tidrör. Brisad efter förbestämd tid.                                                                             | NL 007 | 0,5 kg | 0,611 kg | Nej | 510 MPa | 1012 m/s (+21 °C) | 2500 m: Stilla markmål 2000 m: Rörligt mål 1500 m: små mål 4000 m: stora mål                                                                           | [ 10 ] [ 11 ] [ 17 ] [ 22 ] [ 28 ] [ 29 ] |
| 2,45 kg | 1100 volframlegerade stålkulor Splitterhölje (>3000 fragment) 0,120 kg PBX PBX 80/20 (oktogen)                                | 0,975 kg | ZONAR M/95 (Programmerbart zonrör)                                                                                            | AM = AnslagsMod | Fungerar som anslagsrör. Brisad vid anslag. Autodestruktion efter 15 sekunder. Fungerar med alla inställningar utom CM.       | NL 007 | 0,5 kg | 0,611 kg | Nej | 510 MPa | 1012 m/s (+21 °C) | 2500 m: Stilla markmål 2000 m: Rörligt mål 1500 m: små mål 4000 m: stora mål                                                                           | [ 10 ] [ 11 ] [ 17 ] [ 22 ] [ 28 ] [ 29 ] |
| 2,45 kg | 1100 volframlegerade stålkulor Splitterhölje (>3000 fragment) 0,120 kg PBX PBX 80/20 (oktogen)                                | 0,975 kg | ZONAR M/95 (Programmerbart zonrör)                                                                                            | CM = ChockMod | Pansarbrytande anslagsfunktion. >15 mm pen. Ingen autodestruktion vid målmiss.                                                | NL 007 | 0,5 kg | 0,611 kg | Nej | 510 MPa | 1012 m/s (+21 °C) | 2500 m: Stilla markmål 2000 m: Rörligt mål 1500 m: små mål 4000 m: stora mål                                                                           | [ 10 ] [ 11 ] [ 17 ] [ 22 ] [ 28 ] [ 29 ] |
| 40 mm skarp patron m/48 kulspränggranat 90 A 40/48 KULSGR 90 A Internationellt Bofors 40 mm PFHE Mk 2                         | 40 mm skarp patron m/48 kulspränggranat 90 A 40/48 KULSGR 90 A Internationellt Bofors 40 mm PFHE Mk 2                         | 40 mm skarp patron m/48 kulspränggranat 90 A 40/48 KULSGR 90 A Internationellt Bofors 40 mm PFHE Mk 2                         | 40 mm skarp patron m/48 kulspränggranat 90 A 40/48 KULSGR 90 A Internationellt Bofors 40 mm PFHE Mk 2                         | 40 mm skarp patron m/48 kulspränggranat 90 A 40/48 KULSGR 90 A Internationellt Bofors 40 mm PFHE Mk 2                         | 40 mm skarp patron m/48 kulspränggranat 90 A 40/48 KULSGR 90 A Internationellt Bofors 40 mm PFHE Mk 2                         | 40 mm skarp patron m/48 kulspränggranat 90 A 40/48 KULSGR 90 A Internationellt Bofors 40 mm PFHE Mk 2                         | 40 mm skarp patron m/48 kulspränggranat 90 A 40/48 KULSGR 90 A Internationellt Bofors 40 mm PFHE Mk 2                         | 40 mm skarp patron m/48 kulspränggranat 90 A 40/48 KULSGR 90 A Internationellt Bofors 40 mm PFHE Mk 2                         | 40 mm skarp patron m/48 kulspränggranat 90 A 40/48 KULSGR 90 A Internationellt Bofors 40 mm PFHE Mk 2                         | Avsedd att mot luftmål, robotar. | Avsedd att mot luftmål, robotar. | Avsedd att mot luftmål, robotar. | Avsedd att mot luftmål, robotar. |
| 2,4 kg | 640 volframlegerade stålkulor Splitterhölje Sekundärladdning: 120 gram Oktol                                                  | 0,88 kg | ZONAR M/87 LV 40 (Zonrör) | - | Zonanslagsrör | NC 1066 | 0,5 kg | 0,6 kg | Nej | 450 MPa | 1015 m/s | - | [ 11 ] |
| 40 mm skarp patron m/48 kulspränggranat 90 40/48 KULSGR 90 Internationellt Bofors 40 mm PFHE Mk 2                             | 40 mm skarp patron m/48 kulspränggranat 90 40/48 KULSGR 90 Internationellt Bofors 40 mm PFHE Mk 2                             | 40 mm skarp patron m/48 kulspränggranat 90 40/48 KULSGR 90 Internationellt Bofors 40 mm PFHE Mk 2                             | 40 mm skarp patron m/48 kulspränggranat 90 40/48 KULSGR 90 Internationellt Bofors 40 mm PFHE Mk 2                             | 40 mm skarp patron m/48 kulspränggranat 90 40/48 KULSGR 90 Internationellt Bofors 40 mm PFHE Mk 2                             | 40 mm skarp patron m/48 kulspränggranat 90 40/48 KULSGR 90 Internationellt Bofors 40 mm PFHE Mk 2                             | 40 mm skarp patron m/48 kulspränggranat 90 40/48 KULSGR 90 Internationellt Bofors 40 mm PFHE Mk 2                             | 40 mm skarp patron m/48 kulspränggranat 90 40/48 KULSGR 90 Internationellt Bofors 40 mm PFHE Mk 2                             | 40 mm skarp patron m/48 kulspränggranat 90 40/48 KULSGR 90 Internationellt Bofors 40 mm PFHE Mk 2                             | 40 mm skarp patron m/48 kulspränggranat 90 40/48 KULSGR 90 Internationellt Bofors 40 mm PFHE Mk 2                             | Avsedd att mot luftmål, robotar. | Avsedd att mot luftmål, robotar. | Avsedd att mot luftmål, robotar. | Avsedd att mot luftmål, robotar. |
| 2,4 kg | 640 volframlegerade stålkulor Splitterhölje Sekundärladdning: 120 gram Oktol                                                  | 0,88 kg | Zonrör | - | Luftbrisad, autodestruktion efter 15 sekunder.                                                                                | NC 1066 | 0,5 kg | 0,62 kg | Nej | 450 MPa | 1015 m/s | 4000 m: hovrande hkp 3000 m: luftmål i 100 m/s | [ 10 ] [ 11 ] [ 28 ] |

| Patron                                                            | Patron                                                                              | Patron                                                            | Patron                                                            | Patron                                                            | Patron                                                            | Patron                                                            | Patron                                                            | Patron                                                            | Patron                                                            | Prestanda                                          | Prestanda                                          | Prestanda                                                                    | Källor                                             |
| Vikt                                                              | Projektil                                                                           | Projektil                                                         | Projektil                                                         | Projektil                                                         | Projektil                                                         | Laddning                                                          | Laddning                                                          | NEM                                                               | Spårljus                                                          | Pmax                                               | Utgångshastighet {\displaystyle V_{0}}             | Skjutavstånd                                                                 | Källor                                             |
| Vikt                                                              | Laddning                                                                            | Vikt                                                              | Tändrör                                                           | Tändrör                                                           | Tändrör                                                           | Typ                                                               | Vikt                                                              | NEM                                                               | Spårljus                                                          | Pmax                                               | Utgångshastighet {\displaystyle V_{0}}             | Skjutavstånd                                                                 | Källor                                             |
| Vikt                                                              | Laddning                                                                            | Vikt                                                              | Typ                                                               | Inställningar                                                     | Funktion                                                          | Typ                                                               | Vikt                                                              | NEM                                                               | Spårljus                                                          | Pmax                                               | Utgångshastighet {\displaystyle V_{0}}             | Skjutavstånd                                                                 | Källor                                             |
| ----------------------------------------------------------------- | ----------------------------------------------------------------------------------- | ----------------------------------------------------------------- | ----------------------------------------------------------------- | ----------------------------------------------------------------- | ----------------------------------------------------------------- | ----------------------------------------------------------------- | ----------------------------------------------------------------- | ----------------------------------------------------------------- | ----------------------------------------------------------------- | -------------------------------------------------- | -------------------------------------------------- | ---------------------------------------------------------------------------- | -------------------------------------------------- |
| 40 mm skarp patron m/48 spårljusspränggranat 90 40/48 SLSGR90     | 40 mm skarp patron m/48 spårljusspränggranat 90 40/48 SLSGR90                       | 40 mm skarp patron m/48 spårljusspränggranat 90 40/48 SLSGR90     | 40 mm skarp patron m/48 spårljusspränggranat 90 40/48 SLSGR90     | 40 mm skarp patron m/48 spårljusspränggranat 90 40/48 SLSGR90     | 40 mm skarp patron m/48 spårljusspränggranat 90 40/48 SLSGR90     | 40 mm skarp patron m/48 spårljusspränggranat 90 40/48 SLSGR90     | 40 mm skarp patron m/48 spårljusspränggranat 90 40/48 SLSGR90     | 40 mm skarp patron m/48 spårljusspränggranat 90 40/48 SLSGR90     | 40 mm skarp patron m/48 spårljusspränggranat 90 40/48 SLSGR90     | Avsedd att mot långsamt luftmål, opansrat markmål. | Avsedd att mot långsamt luftmål, opansrat markmål. | Avsedd att mot långsamt luftmål, opansrat markmål.                           | Avsedd att mot långsamt luftmål, opansrat markmål. |
| 2,45 kg                                                           | Splitterhölje Sekundärladdning: 109 gram Hexotonal                                  | 0,96 kg                                                           | Ö HK SAR M/90 (Anslagsrör)                                        | -                                                                 | Ögonblicklig högkänsligt spränganslagsrör                         | NC 1066                                                           | 0,5 kg                                                            | 0,613 kg                                                          | Ja (Vit)                                                          | 450 MPa                                            | 988 m/s                                            | 2500 m: Stilla markmål 2000 m: Rörligt mål 1500 m: små mål 4000 m: stora mål | [ 10 ] [ 11 ] [ 28 ]                               |
| 40 mm skarp patron m/48 spårljusspränggranat 487 40/48 SLSGR487   | 40 mm skarp patron m/48 spårljusspränggranat 487 40/48 SLSGR487                     | 40 mm skarp patron m/48 spårljusspränggranat 487 40/48 SLSGR487   | 40 mm skarp patron m/48 spårljusspränggranat 487 40/48 SLSGR487   | 40 mm skarp patron m/48 spårljusspränggranat 487 40/48 SLSGR487   | 40 mm skarp patron m/48 spårljusspränggranat 487 40/48 SLSGR487   | 40 mm skarp patron m/48 spårljusspränggranat 487 40/48 SLSGR487   | 40 mm skarp patron m/48 spårljusspränggranat 487 40/48 SLSGR487   | 40 mm skarp patron m/48 spårljusspränggranat 487 40/48 SLSGR487   | 40 mm skarp patron m/48 spårljusspränggranat 487 40/48 SLSGR487   | Avsedd att mot långsamt luftmål, opansrat markmål. | Avsedd att mot långsamt luftmål, opansrat markmål. | Avsedd att mot långsamt luftmål, opansrat markmål.                           | Avsedd att mot långsamt luftmål, opansrat markmål. |
| 2,45 kg                                                           | Splitterhölje Primärladdning: Hexotol Sekundärladdning: 117 gram Hexotonal          | 0,975 kg                                                          | Ö HK SAR M/484D (Anslagsrör)                                      | -                                                                 | Ögonblicklig högkänsligt spränganslagsrör                         | NC 1066                                                           | 0,5 kg                                                            | 0,612 kg                                                          | Ja                                                                | 450 MPa                                            | 988 m/s                                            | -                                                                            | [ 11 ]                                             |
| 40 mm skarp patron m/48 spårljusspränggranat 486 40/48 SLSGR486   | 40 mm skarp patron m/48 spårljusspränggranat 486 40/48 SLSGR486                     | 40 mm skarp patron m/48 spårljusspränggranat 486 40/48 SLSGR486   | 40 mm skarp patron m/48 spårljusspränggranat 486 40/48 SLSGR486   | 40 mm skarp patron m/48 spårljusspränggranat 486 40/48 SLSGR486   | 40 mm skarp patron m/48 spårljusspränggranat 486 40/48 SLSGR486   | 40 mm skarp patron m/48 spårljusspränggranat 486 40/48 SLSGR486   | 40 mm skarp patron m/48 spårljusspränggranat 486 40/48 SLSGR486   | 40 mm skarp patron m/48 spårljusspränggranat 486 40/48 SLSGR486   | 40 mm skarp patron m/48 spårljusspränggranat 486 40/48 SLSGR486   | Avsedd att mot långsamt luftmål, opansrat markmål. | Avsedd att mot långsamt luftmål, opansrat markmål. | Avsedd att mot långsamt luftmål, opansrat markmål.                           | Avsedd att mot långsamt luftmål, opansrat markmål. |
| 2,45 kg                                                           | Splitterhölje Primärladdning: 11 gram Hexotol Sekundärladdning: 102 gram Hexotonal  | 0,96 kg                                                           | Ö HK SAR M/484D (Anslagsrör)                                      | -                                                                 | Ögonblicklig högkänsligt spränganslagsrör                         | NC 1066                                                           | 0,5 kg                                                            | 0,613 kg                                                          | Ja                                                                | -                                                  | 988 m/s                                            | -                                                                            | [ 11 ]                                             |
| 40 mm skarp patron m/48 spårljusspränggranat 485M 40/48 SLSGR485M | 40 mm skarp patron m/48 spårljusspränggranat 485M 40/48 SLSGR485M                   | 40 mm skarp patron m/48 spårljusspränggranat 485M 40/48 SLSGR485M | 40 mm skarp patron m/48 spårljusspränggranat 485M 40/48 SLSGR485M | 40 mm skarp patron m/48 spårljusspränggranat 485M 40/48 SLSGR485M | 40 mm skarp patron m/48 spårljusspränggranat 485M 40/48 SLSGR485M | 40 mm skarp patron m/48 spårljusspränggranat 485M 40/48 SLSGR485M | 40 mm skarp patron m/48 spårljusspränggranat 485M 40/48 SLSGR485M | 40 mm skarp patron m/48 spårljusspränggranat 485M 40/48 SLSGR485M | 40 mm skarp patron m/48 spårljusspränggranat 485M 40/48 SLSGR485M | Avsedd att mot långsamt luftmål, opansrat markmål. | Avsedd att mot långsamt luftmål, opansrat markmål. | Avsedd att mot långsamt luftmål, opansrat markmål.                           | Avsedd att mot långsamt luftmål, opansrat markmål. |
| 2,45 kg                                                           | Splitterhölje Primärladdning: 4,5 gram Hexotol Sekundärladdning: 103 gram Hexotonal | 0,96 kg                                                           | Ö HK SAR M/485 (Anslagsrör)                                       | -                                                                 | Ögonblicklig högkänsligt spränganslagsrör                         | NC 1066                                                           | 0,5 kg                                                            | 0,604 kg                                                          | Ja 4,5 sek                                                        | 450 MPa                                            | 988 m/s                                            |                                                                              | [ 11 ]                                             |
| 40 mm skarp patron m/48 spårljusspränggranat 484 40/48 SLSGR484   | 40 mm skarp patron m/48 spårljusspränggranat 484 40/48 SLSGR484                     | 40 mm skarp patron m/48 spårljusspränggranat 484 40/48 SLSGR484   | 40 mm skarp patron m/48 spårljusspränggranat 484 40/48 SLSGR484   | 40 mm skarp patron m/48 spårljusspränggranat 484 40/48 SLSGR484   | 40 mm skarp patron m/48 spårljusspränggranat 484 40/48 SLSGR484   | 40 mm skarp patron m/48 spårljusspränggranat 484 40/48 SLSGR484   | 40 mm skarp patron m/48 spårljusspränggranat 484 40/48 SLSGR484   | 40 mm skarp patron m/48 spårljusspränggranat 484 40/48 SLSGR484   | 40 mm skarp patron m/48 spårljusspränggranat 484 40/48 SLSGR484   | Avsedd att mot långsamt luftmål, opansrat markmål. | Avsedd att mot långsamt luftmål, opansrat markmål. | Avsedd att mot långsamt luftmål, opansrat markmål.                           | Avsedd att mot långsamt luftmål, opansrat markmål. |
| 2,45 kg                                                           | Splitterhölje Primärladdning: 4,5 gram Hexotol Sekundärladdning: 114 gram Hexotonal | 0,98 kg                                                           | Ö HK SAR M/484A (Anslagsrör)                                      | -                                                                 | Ögonblicklig högkänsligt spränganslagsrör                         | NC 1066                                                           | 0,5 kg                                                            | 0,613 kg                                                          | Ja                                                                | 450 MPa                                            | 988 m/s                                            | -                                                                            | [ 11 ]                                             |

| Patron                                                                     | Patron                                                                    | Patron                                                                    | Patron                                                                    | Patron                                                                    | Patron                                                                    | Patron                                                                    | Patron                                                                    | Patron                                                                    | Patron                                                                    | Prestanda                                 | Prestanda                                 | Prestanda                                                                    | Källor                                    |
| Vikt                                                                       | Projektil                                                                 | Projektil                                                                 | Projektil                                                                 | Projektil                                                                 | Projektil                                                                 | Laddning                                                                  | Laddning                                                                  | NEM                                                                       | Spårljus                                                                  | Pmax                                      | Utgångshastighet {\displaystyle V_{0}}    | Skjutavstånd                                                                 | Källor                                    |
| Vikt                                                                       | Laddning                                                                  | Vikt                                                                      | Tändrör                                                                   | Tändrör                                                                   | Tändrör                                                                   | Typ                                                                       | Vikt                                                                      | NEM                                                                       | Spårljus                                                                  | Pmax                                      | Utgångshastighet {\displaystyle V_{0}}    | Skjutavstånd                                                                 | Källor                                    |
| Vikt                                                                       | Laddning                                                                  | Vikt                                                                      | Typ                                                                       | Inställningar                                                             | Funktion                                                                  | Typ                                                                       | Vikt                                                                      | NEM                                                                       | Spårljus                                                                  | Pmax                                      | Utgångshastighet {\displaystyle V_{0}}    | Skjutavstånd                                                                 | Källor                                    |
| -------------------------------------------------------------------------- | ------------------------------------------------------------------------- | ------------------------------------------------------------------------- | ------------------------------------------------------------------------- | ------------------------------------------------------------------------- | ------------------------------------------------------------------------- | ------------------------------------------------------------------------- | ------------------------------------------------------------------------- | ------------------------------------------------------------------------- | ------------------------------------------------------------------------- | ----------------------------------------- | ----------------------------------------- | ---------------------------------------------------------------------------- | ----------------------------------------- |
| 40 mm skarp patron m/48 spårljusövningsprojektil 484D 40/48B SLÖVNPRJ 484D |                                                                           |                                                                           |                                                                           |                                                                           |                                                                           |                                                                           |                                                                           |                                                                           |                                                                           |                                           |                                           |                                                                              |                                           |
| 2,45 kg                                                                    | Ca 1 hekto barlast                                                        | 0,96 kg                                                                   | -                                                                         | -                                                                         | -                                                                         | NC 1066                                                                   | 0,46 kg                                                                   | 0,505 kg                                                                  | Ja 5 sek                                                                  | 450 MPa                                   | 1005 m/s                                  | -                                                                            | [ 11 ]                                    |
| 40 mm skarp patron m/48 spårljusövningsprojektil 484C 40/48 SLÖVNPRJ 484C  | 40 mm skarp patron m/48 spårljusövningsprojektil 484C 40/48 SLÖVNPRJ 484C | 40 mm skarp patron m/48 spårljusövningsprojektil 484C 40/48 SLÖVNPRJ 484C | 40 mm skarp patron m/48 spårljusövningsprojektil 484C 40/48 SLÖVNPRJ 484C | 40 mm skarp patron m/48 spårljusövningsprojektil 484C 40/48 SLÖVNPRJ 484C | 40 mm skarp patron m/48 spårljusövningsprojektil 484C 40/48 SLÖVNPRJ 484C | 40 mm skarp patron m/48 spårljusövningsprojektil 484C 40/48 SLÖVNPRJ 484C | 40 mm skarp patron m/48 spårljusövningsprojektil 484C 40/48 SLÖVNPRJ 484C | 40 mm skarp patron m/48 spårljusövningsprojektil 484C 40/48 SLÖVNPRJ 484C | 40 mm skarp patron m/48 spårljusövningsprojektil 484C 40/48 SLÖVNPRJ 484C | Slsgr 90 fast med barlast och spetsplugg. | Slsgr 90 fast med barlast och spetsplugg. | Slsgr 90 fast med barlast och spetsplugg.                                    | Slsgr 90 fast med barlast och spetsplugg. |
| 2,45 kg                                                                    | Ca 1 hekto barlast                                                        | 0,96 kg                                                                   | -                                                                         | -                                                                         | -                                                                         | NC 1066                                                                   | 0,46 kg                                                                   | 0,505 kg                                                                  | Ja                                                                        | 450 MPa                                   | 988 m/s                                   | 2500 m: Stilla markmål 2000 m: Rörligt mål 1500 m: små mål 4000 m: stora mål | [ 10 ] [ 11 ] [ 28 ]                      |
| 40 mm skarp patron m/48 eldmarkeringsprojektil 48 40/48B ELDMARKPRJ48      | 40 mm skarp patron m/48 eldmarkeringsprojektil 48 40/48B ELDMARKPRJ48     | 40 mm skarp patron m/48 eldmarkeringsprojektil 48 40/48B ELDMARKPRJ48     | 40 mm skarp patron m/48 eldmarkeringsprojektil 48 40/48B ELDMARKPRJ48     | 40 mm skarp patron m/48 eldmarkeringsprojektil 48 40/48B ELDMARKPRJ48     | 40 mm skarp patron m/48 eldmarkeringsprojektil 48 40/48B ELDMARKPRJ48     | 40 mm skarp patron m/48 eldmarkeringsprojektil 48 40/48B ELDMARKPRJ48     | 40 mm skarp patron m/48 eldmarkeringsprojektil 48 40/48B ELDMARKPRJ48     | 40 mm skarp patron m/48 eldmarkeringsprojektil 48 40/48B ELDMARKPRJ48     | 40 mm skarp patron m/48 eldmarkeringsprojektil 48 40/48B ELDMARKPRJ48     | Splittras framför mynningen.              | Splittras framför mynningen.              | Splittras framför mynningen.                                                 | Splittras framför mynningen.              |
| 2,32 kg                                                                    | Sekundärladdning: 780 gram- Cellplast & metall                            | 0,85 kg                                                                   | -                                                                         | -                                                                         | -                                                                         | NC 1054                                                                   | 0,46 kg                                                                   | 0,505 kg                                                                  | Ja 5 sek                                                                  | 450 MPa                                   | -                                         | -                                                                            | [ 11 ] [ 12 ]                             |

### Kulsprutor
Stridsfordon 9040:s sekundärbeväpning består av en 7,62 mm kulspruta parallellkopplad med automatkanonen. På stridsfordon 9040A och 9040B används kulspruta m/39C, vilken sitter monterad bredvid kanonen i tornet, medan stridsfordon 9040C, 9040D1, 9040D2 och 9040E använder kulspruta 58C, vilken sitter monterad på torntaket.
Kulsprutorna använder patronen 7,62 mm skarp patron 10 (7,62 × 51 mm NATO). Dessa kommer färdigbandad på tygband i papplådor om 250 skott varav var fjärde skott har spårljus. Vagnen har 1500 kulsprutepatroner totalt.

### Rökkastare
Vagnarna har även sex stycken rökkastare 90. Rökkastarna, tillverkade av Giat, är placerade i grupper om tre på vardera sidan av tornet. Rökkastare 90 skjuter rökgranat 90 vilken har en kaliber på 80 mm. Den består av en granathylsa, en rökkropp som innehåller metallpulver, två rökkroppar som innehåller pressad rökmassa och en drivladdning. Enkelt beskrivet kan sägas att vid avfyrning kommer den övre rökkroppen (metallpulvret) att brisera på ett avstånd om ca 20 meter och ha en höjd på ca 3 m. Pulvret som snabbt sprider sig kommer att blockera IR-strålning och fungera som egenskydd. Därefter kommer de två pyrotekniska rökkropparna att skjutas ut och landa ca 50 m framför vagnen och avge en tät, giftig rök under 1-2 minuter. Röken syftar till att ge ett snabbt och kortvarigt skydd inom IR- och det visuella området vilket ger vagnen möjlighet att omgruppera.

## Varianter och versioner
Grunden utgör svenska försvarets beställning till FMV som samarbetade med Bofors/Hägglunds som resulterade i Stridsfordon 90. Efter att bägge företagen köpts upp och nu går under namnet BAE Systems AB har flera varianter tagits fram under den engelska beteckningen Combat Vehicle 90. En modulär vidareutveckling ledde fram till den senaste familjen CV90 Armadillo (Bältdjuret). Flera varianter har dessutom olika versioner.

### Svenska varianter
Det finns flera varianter av stridsfordon 90 i Försvarsmakten.

#### Stridsfordon 9040
Pansarskyttefordonet (engelska IFV - Infantry Fighting Vehicle) Stridsfordon 9040, kort Strf 9040, är grunden i Strf 90-familjen. Numret 90 i delnamnet 9040 står för CV90, medan numret 40 står för vagnens kanonkaliber. Sedan införandet 1994 har ett antal modifieringar utvecklats och den första serien om 165 vagnar kallad SB1A3 som levererades fick följande: Verkanspaket (maj 1994, fordon 111–143), Ombyggnadspaket torn inkl. dämpcylinder (juni 1997, fordon 144–159), stabiliserad skjutning och observation (nov 1997, fordon 159–165). Inom Försvarsmakten finns nu fordon 159–355 och beroende på hur många extra modifieringar som införts utöver de tidigare kallas vagnarna Strf 9040 A, B, B1, C, C+ (Adam, Bertil och Caesar), somliga modifierade till D1, D2 och E (David, Erik).
- Strf 9040A kom mars 1998 och omfattar vagn 166–209.[31] Ombyggnadspaket chassi. Alla tidigare varianter 1–165 har uppgraderats till A standard.[32]
- Strf 9040B kom oktober 1999 och omfattar vagn 210–315.[31] Den viktigaste skillnaden mellan A- och B-versionen är att B-versionen fått ökad förmåga att skjuta under gång tack vare en elstyrd slaghammare i pjäsen, förbättrad torsionsfjädring för mjukare gång i terräng samt modifierat riktsystem och programvara. Övriga förändringar i B-versionen är påbyggnad av ett reservsikte för skytten placerat bredvid eldröret, fotstöd och fotsteg har tillkommit i tornet, nya instrumentpaneler och nya säkerhetsbälten, dessutom togs lyskastarna bort.
- Strf 9040B1 är 13 stycken Strf 9040B som 2005 modifierades med klimatanläggning och ökat inre skydd för strid i varmt klimat.[9][33]
- Strf 9040C kom i september 2002 och omfattar vagn 316–355.[31] C-versionen används internationellt varför den har utrustats med luftkonditionering, den används också vid utbildning av värnpliktiga. Caesarversionen har även en ny kulspruta, en ksp 58 monterad externt på torntaket, som ersätter ksp 39. En skillnad är den rejält höjda skyddsnivån hos C-versionen, bestående av laserfilter i samtliga periskop, minskydd, splitterskydd och tilläggsskydd. De yttre tilläggsskydden består av extra skyddande moduler på vagnskroppen samt de yttre minskydden som sitter under vagnen. Vikten har ökat till 28 ton istället för B-versionens 23,1 ton varför endast 6 soldater kan medföras.
- Strf 9040C+ är Strf 9040C med CAN-buss och ny IR-kamera (LIRK).[31] C+-vagnarna omfattar samtliga C vagnar 316–355 och kom i september 2005.

### Renoverings- och modifieringsprogram (RENO/REMO)
I februari–mars 2016 tecknar FMV renoveringsavtal för 262 Stridsfordon 90, 88 Stridsvagn 122 och 8 stridsvagnsbärgare. Stridsfordonen genomgår under 2019–2022 ett renoverings- och modifieringsprogram (REMO). Förändringar inkluderar bl.a. nytt ledningsstödsystem, renovering och uppgradering av delsystem samt ersättning av ksp 39 med samma externt monterade ksp 58 som på C-versionen. I augusti 2020 levererades de första 100 uppgraderade Stridsfordon 90. Vagnar som genomgått REMO får ny beteckning:
- Strf 9040D1 är Strf 9040A som genomgått REMO.
- Strf 9040D2 är Strf 9040B/B1 som genomgått REMO.
- Strf 9040E är Strf 9040C/C+ som genomgått REMO.[36]

#### Luftvärnskanonvagn 90

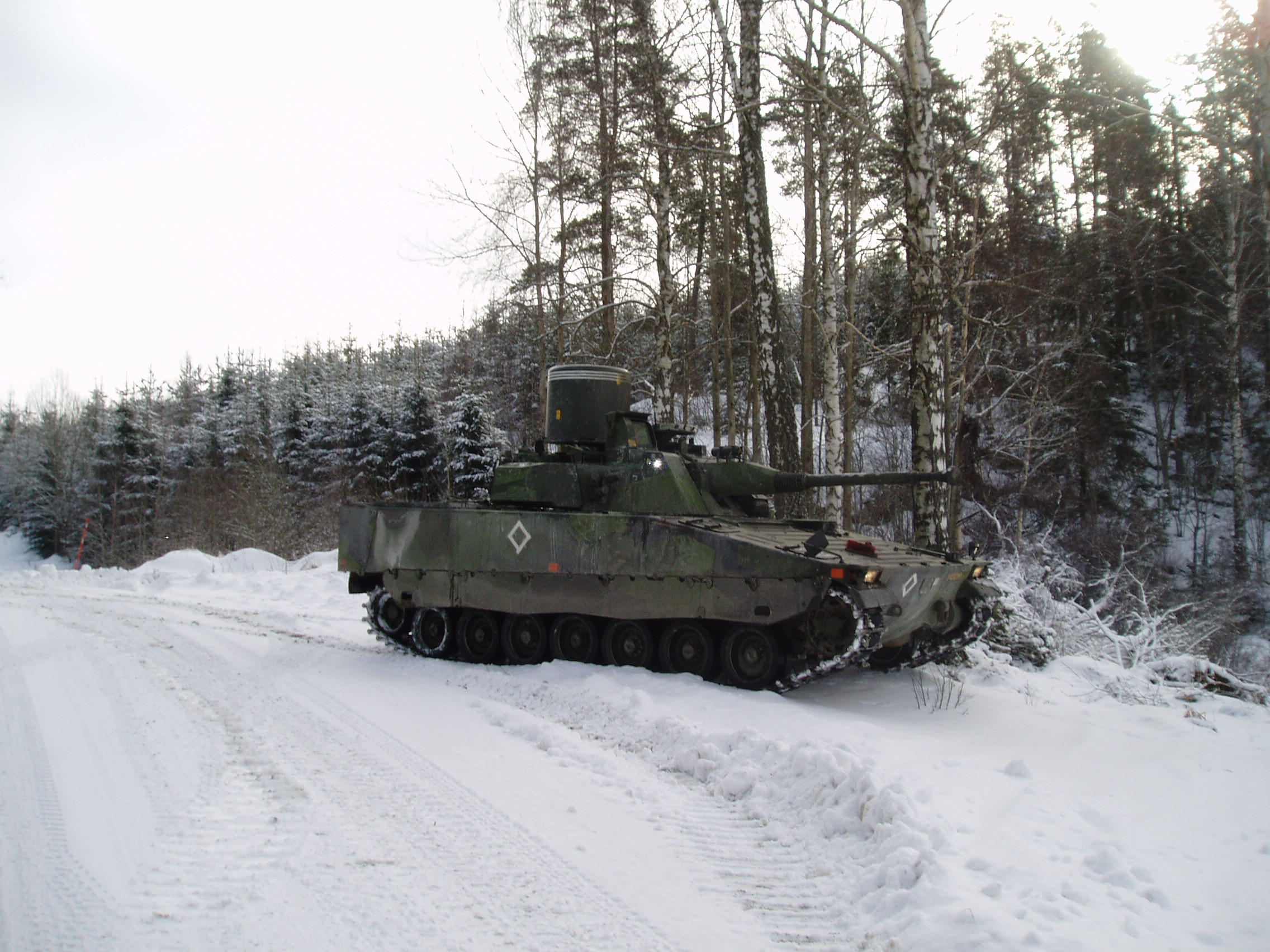
Lvkv 90A. Notera radarkupolen på torntaket.

Luftvärnskanonvagn (Eng. SPAAG - Self Propelled Anti Aircraft Gun): Luftvärnskanonvagn 90, kort Lvkv 90 är en luftvärnskanonvagn av Stridsfordon 90, där man bland annat har monterat en PS-95 spaningsradar tillverkad av Thomson CSF Harfang på tornet för luftobservation och möjlighet att ta emot information om luftläget genom LuLIS. Beväpningen är lik den på Strf 9040A men med primärskillnaden att kanonen kan skjuta programmerbar ammunition som Kulspränggranat 95 LK för bekämpning av, i första hand, attackhelikoptrar. (Se Beväpning Stridsfordon 9040 ovan.) Tornet tillåter även större elevationsvinkel av kanonen gentemot Strf 9040A. Besättningen består av vagnschef, stridsledare, förare, skytt, laddare och radarobservatör.
- Lvkv 90A[37] är grundversionen i Lvkv 90-serien och är byggd i Adam-standard.
- Lvkv 90C är tre stycken Lvkv 90 som uppgraderats till Caesar-standard.[14][38] (Se Strf 9040C.)
- Lvkv 90 TD är en unik variant, där TD står för teknikdemonstrator. I denna sitter bland annat utrustning som infraröd videomålföljare och ett stabiliserat riktsystem som gör det möjligt att skjuta under framryckning.[39]

#### Stridsledningspansarbandvagn 90
Stridsledningsfordon (Eng. FCV - Forward Command Vehicle): Stridsledningspansarbandvagn 90, kort Stripbv 90, är en samband- och ledningsversion av Stridsfordon 90 som används av brigad- eller bataljonschefer för att kunna leda mekaniserade förband från en framskjuten position.
- Stripbv 90A[37] var grundversionen i Stripbv 90-serien och är byggd i Adam-standard.
- Stripbv 90C: två stycken Stripbv 90 som uppgraderades till Caesar-standard (Se Strf 9040C). Dessa är avvecklade enligt FM-beslut 2011.[38]

#### Eldledningspansarbandvagn 90
Eldledningsfordon (Eng. FOV - Forward Observation Vehicle): Eldledningspansarbandvagn 90, kort Epbv 90, är en sambands- och observationsversion av Stridsfordon 90 för ledning av indirekt eld från artilleri och granatkastare. Vagnen saknar automatkanon och istället utgörs beväpningen av en 7,62 mm kulspruta för självförsvar och sex rökkastare. Vid planerad renovering 2019–2022 kommer de att få renoverat torn med automatkanon.
- Epbv 90A[37] är grundversionen i Epbv 90-serien och är byggd i Adam-standard i 34 exemplar.
- Epbv 90C är en serie om åtta vagnar som anpassats för internationell tjänst med luftkonditionering, tilläggsskydd, minskydd och missionsutrustning.[38][40]

#### Bärgningsbandvagn 90
Pansrat bärgningsfordon (Eng. ARV - Armored Recovery Vehicle): Bärgningsbandvagn 90, kort Bgbv 90, är en bärgningsvariant av Stridsfordon 90 som är till för att bärga fordon som kört fast eller på annat sätt behöver hjälp. Vagnen har två vinschar på 9 ton vilket ger vagnen 72 tons dragkraft vid fyrpartsdrag. Vagnen saknar torn och har i stället en huv med en ksp och rökkastare.
- Bgbv 90A[37] är grundversionen i Epbv 90-serien och är byggd i Adam-standard.
- Bgbv 90C är tre stycken Bgbv 90 som uppgraderats till Caesar-standard[38], (Se Strf 9040C).

#### Störpansarbandvagn 90
Störfordon (Eng. EWV - Electronic Warfare Vehicle): Störpansarbandvagn 90, kort Störpbv 90, är ett störversion av Stridsfordon 90 som beställdes 2002 som demonstrator av en ny vagn för ett framtida televapenkompani med inriktning på lyssning/pejling, störning och samband. En 9040A fick tornet utbytt mot en fast överbyggnad innehållande splitterskyddad mastresningsfunktion, fjärrstyrd vapenstation typ VS90 (Bofors Lemur). Ny kyl- och elinstallation gjordes innan leverans hösten 2003, och under 2004 utfördes tester efter installation av utrustningen. Både validering och verifiering ansågs såpass lyckade att Störpbv 90 antogs och tilldelades M-nummer, men Försvarsmaktens ekonomi tillät inte seriebeställning och projektet ligger fortfarande på is 2013.Komplex räckvidd 30 km. 

#### Granatkastarpansarbandvagn 90
Granatkastarfordon (Eng. SPM - Self Propelled Mortar): Granatkastarpansarbandvagn 90, kort Grkpbv 90, är en understödsversion av Stridsfordon 90 som är försedd med två 12 cm granatkastare.
Från 1997 deltog Sverige i den samnordiska utvecklingen av det tunga granatkastarsystemet AMOS, i Sverige kallad SSG 120 (splitterskyddad granatkastare). Danmark och Norge hoppade snabbt av och lämnade projektet åt Sverige och Finland.
SSG 120-systemet byggde på ett granatkastartorn som kunde monteras på diverse fordon, till exempel Stridsfordon 90. Tornets pjäs bestod av två parallella 12 centimeters bakladdade granatkastare med automatladdning. I svenska försvaret skulle den tornmonterade granatkastaren främst monteras på chassin av Stridsfordon 90 men även Stridsbåt 2010 (Stridsbåt 90H). År 2001 beställde FMV 40 stycken chassin med den större tornkransen som krävdes för SSG 120-tornen, vilka levererades under 2002. De förrådsställdes under benämningen Chassikropp Grkpbv (Granatkastarpansarbandvagn) i väntan på att tornen skulle levereras.
SSG 120-systemet testades på både Stridsbåt 90H och Stridsfordon 90H och visade stor potential. Trots systemets granatkastarroll var det möjligt att skjuta direkt eld, inte bara indirekt eld, med det. Systemet var även helstabiliserat vilket tillät eld under gång.
År 2008 var utvecklingsfasen av projektet färdig efter betydande förseningar och stora kostnadsökningar. Efter Genomförandegruppens strykningar i Budgetpropositionen 2008 valde regeringen att inte anslå pengar för att fortsätta projektet och köpa själva vapensystemet. I juni 2015 beslutade regeringen att de mekaniserade bataljonerna skulle tillföras ett nytt stridsfordonsburet granatkastarsystem. Försvarsmakten och FMV utvärderade tre möjliga koncept för det nya granatkastarsystemet:
- AMOS (förenklad), tornmonterad granatkastare.
- Stridsrumsmonterad granatkastare under stridsrumsluckor.
- Tornrumsmonterad granatkastare under skyddshuv.

Det första konceptet bedömdes vara det dyraste men med minst risk för förseningar, de budgeterade pengarna skulle bara räcka till fordon för att understödja en av de fem bataljonerna. Det andra konceptet ansågs betydligt billigare men budgeten skulle ändock bara räcka till fyra bataljoner. Det tredje alternativet ansågs ha högst eldkraft i förhållande till priset.

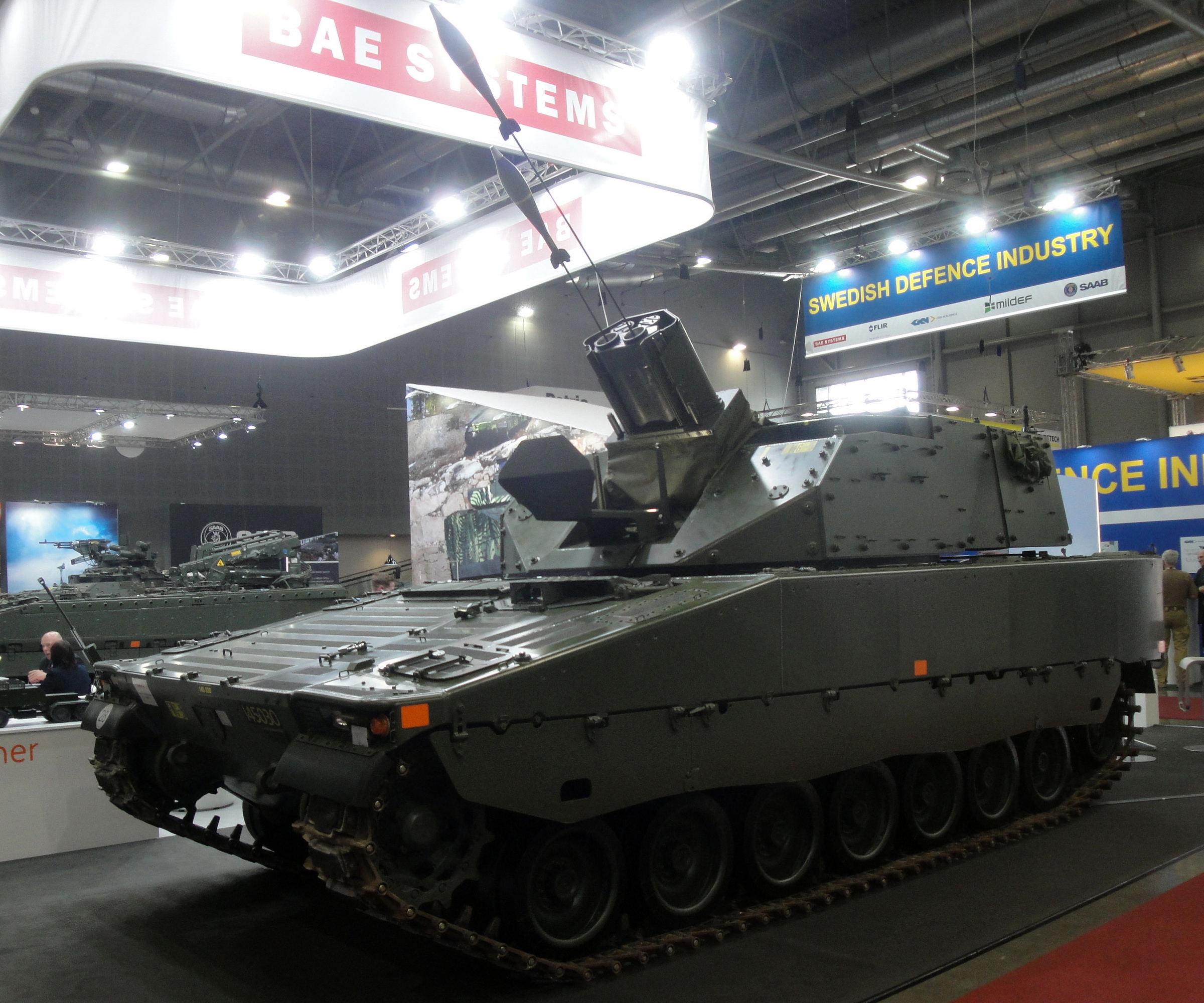
Grkpbv 90

Den 23 december 2016 beställde FMV 40 Granatkastarpansarbandvagn 90 baserat på konceptet med Tornrumsmonterad granatkastare från HB Utveckling AB (ett samriskföretag mellan BAE Systems Bofors AB och BAE Systems Hägglunds). De tidigare förrådsställda chassina som levererades till AMOS-projektet används till de nya granatkastarpansarbandvagnarna. Ordervärdet skrevs till cirka 575 miljoner kronor och vagnarna skulle börja levereras första kvartalet 2019. Varje vagn kommer att vara beväpnad med 2 stycken mynningsladdade 120 mm granatkastare som kan avfyras under skydd. Grkpbv 90 kan gruppera och skjuta på under två minuter och kan även var beredda att omgruppera på en minut efter sista eldöppnande. Skjutning kan ske i en elevation mellan 40 och 80 grader. Vagnen är utrustad med ett eget tröghetsnavigeringssystem (POS 2) för position och riktning. Tornmagasinet rymmer 56 granater.  Grkpbv 90 är bemannad med en förare, en vagnchef som även sköter riktningen med stöd av vagnens navigationssystem Pos 2, och två laddare som förbereder och hanterar all ammunition.  Den 1 februari 2019 överlämnade BAE Systems AB fyra vagnar till Försvarets materielverk, vilka ska användas för utbildning av instruktörer, teknisk personal samt validering av systemet. Den 19 september 2019 överlämnades de första fyra vagnarna av de totalt 40 beställda. Den ceremoniella överlämning gjordes i Skövde på Heden utanför Markstridsskolan, där FMV överlämnade vagnar till arméchefen och Norrbottens regemente (I 19), Skaraborgs regemente (P 4) och Södra Skånska regementet (P 7). De resterande vagnarna skulle då levereras till Försvarsmakten successivt fram till att slutleveransen sker under 2020.
Ytterligare 40 stycken Grkpbv 90 har beställts av Hägglund Bofors av FMV. Dessa är planerade att levereras under perioden 2023-2025. Totalt kommer svenska armén då att ha 80 vagnar. 

#### Driftstödspansarbandvagn 90
Bepansrat verkstadsfordon: Driftstödspansarbandvagn 90, kort DSpbv 90D, är en verkstadsvariant av Stridsfordon 90 som är till för att genomföra reparationer av fordon i de mekaniserade bataljonerna. Utvecklingen beställd den 16 november 2022.

#### Pionjärpansarbandvagn 90
Bepansrat fältarbetsfordon : Pionjärpansarbandvagn 90, kort Pipbv 90D, är en fältarbetsvariant av Stridsfordon 90 som är till för att ge de mekaniserade bataljonerna möjlighet att genomföra fältarbeten i frontlinjen. Varianten är baserad på Stridsfordon 9040A där tornet tagits bort och ersatts med en fast överbyggnad, ny inredning och ett större lastutrymme. Vagnen har försetts med vapenstation, schaktblad, ytminplog och minborr. Dörren baktill har bytts ut mot en hydraulisk ramp för lättare in- och urstigning. I vagnen finns plats för en pionjärgrupp om sex soldater och deras utrustning. Utvecklingen beställd den 16 november 2022. Leverans av Pipbv 90D är beräknad att börja under kvartal tre 2024, 30 vagnar är beställda.

### Exportvarianter
- CV9030 MkI: är en version med Northrop Grumman 30 mm kanon Bushmaster II som huvudbeväpning. Denna version har beställts av den norska armén.[56] De uppgraderar sina 104 vagnar samt beställer 40 st nya. Samtliga får fjärrstyrd Kongsberg Protector vapenstation. Projektet kommer att leverera 74 stridsfordon, 21 spanings-, 15 lednings-, 16 ingenjörs-, 16 multiroll. Multirollfordonen som saknar torn kan ges olika typer av funktionalitet, till exempel granatkastare eller logistikroller.
- CV9030 MkII - Armoured Infantry Fighting Vehicle: är en exportvagn i serien där huvudbeväpningen är Northrop Grumman 30 mm Bushmaster II/MK44. Beställd av bland andra Finland och Schweiz. Den finska versionen använder en rysk PKT (Kulspruta m/95) som koaxialkulspruta.
  - CV9030 COM - Command & Control Vehicle: är ett ledningsfordon baserad på CV9030 MkII
- CV9035 MkIII - Armoured Infantry Fighting Vehicle: har en Northrop Grumman 35 mm Bushmaster III som huvudbeväpning. Beställd av Danmark och Nederländerna.
- FRES CV 90: är en förkortad variant av Stridsfordon 90 som har offererats till Brittiska MoD.[57]
- CV90 Armadillo: är ett tornlöst pansrat trupptransportfordon som testades av danska armén mellan 2012 och 2015. Enligt tillverkaren skall även stridsfordon, ambulans, granatkastarvagn, stridsledning, träng och bärgning kunna levereras med 80 % komponentutbytbarhet mellan varianterna. Dessutom ska fordonen snabbt kunna byggas om till låg kostnad från en variant till en annan.[58]
- CV90 CZ: Exportvariant designad i samarbete med VOP CZ för Tjeckien. Har ett bemannat torn.
- CV90 CZr: Exportvariant designad i samarbete med VOP CZ för Tjeckien. Har ett Kongsberg MCT-30 obemannat torn på ett höjt chassi försett med periskop.

### Demonstratorer
- Stridsfordon 9025: Prototyp med 25 mm Bofors automatkanon. Projektet skrotades då 25 mm kanonen ansågs för svag.
- Stridsfordon 9040BILL:[59] Demonstrator baserad på 9040A för att utrusta fordonen med Robot 56 Bill beställdes 1999.[3] Prototyp byggdes men problemen med siktlinjesjusteringen kunde inte lösas tillfredsställande och projektet avslutades.
- CV90105TML: Lätt stridsvagn baserat på ett 9040-chassi med räfflad 105 mm BK-MECA L/48-Kanon i ett torn baserat på AMX-10RC. Utvecklad av Hägglunds (BAE Systems) och GIAT (Nexter). Inga användare.
- CV90120-T: Lätt stridsvagn där chassit från Stridsfordon 90 utrustats med en slätborrad 120 mm CTG 120/L50 kanon från RUAG i Schweiz och tilläggspansar AMAP-ADS från IBD Deisenroth Engineering. Inga användare.
- CV90 Adaptiv: CV90120-T[60] som försetts med en exteriör utgjord av plattor (produktnamn ADAPTIV)[61] som tillåter fordonet att göra sig osynligt eller anta andra former, till exempel en personbil, när den beskådas i infrarött.[62]
- CV90105XC-8: Projekt mellan CMI Defence och BAE Systems Hägglunds där man försett en CV90 med en 105 mm pansarvärnskanon i ett Cockerill XC-8 torn. En demonstrator visades upp 2014. Testas fortfarande.
- PL-01: Polsk lätt stridsvagn prototyp baserad på ett CV90 chassi. Har stealth exteriör och en 105 mm pansarvärnskanon.

### Orealiserade koncept
- UDES 09: Koncept för en stridsledningsvagn med en 25 mm automatkanon och en vikt på ca 20 ton. Två varianter föreslogs: en variant med ett chassi och en variant med midjestyrning på 2 chassin, likt bandvagn 206 och UDES XX20.
- Granatkastarpansarbandvagn 90 (tornlöst utkast): Granatkastarvariant av strf 90 som inte byggdes på grund av kostnad och koncept. Skulle haft 4 stycken granatkastare som sköts från en öppning på bakre delen av vagnen.[63]
- Stridsfordon 9057: Förslag att montera en 57 mm Bofors L/70 under konceptstadiet.

## Användare
- Danmark, 45 vagnar av CV9035 Mk3, beställda 2002, levererade åren 2007–2011. 5 vagnar av CV90 Armadillo pbv för utvärdering.[64] December 2024 beställs ytterligare 115 st CV9035 Mk3C för 10 miljarder DKK (15,4 miljarder kr) för leverans 2027-2030.[65]
- Estland, 44 vagnar av CV9035NL Mk3, begagnade från Nederländerna och levererades åren 2016–2018.[66]
- Finland, 102 vagnar av CV9030FIN Mk2 (57+45), beställda 1998, levererade 2003–2006.
- Nederländerna, 192 vagnar av CV9035NL Mk3, beställda 2002, levererade 2007–2011. 2014 såldes 44 vagnar till Estland.
- Norge, 104 vagnar av CV9030N Mk1, beställda 1990, levererade åren 1994–1996. Uppgraderas +40 vagnar i olika varianter bland annat multivagn/Armadillo utan torn. CV90 Mk3b beställda 2012, levererade åren 2015–2018.
- Schweiz, 186 vagnar av CV9030 Mk2, beställda 1998, levererade åren 2003–2006.
- Sverige, 499 vagnar varav totalt 459 är av olika varianter och versioner av Strf 90 Mk0, beställda 1986, levererade åren 1993–2003, samt 40 vagnar av Grkpbv 90, beställda 2016, levererade åren 2019–2020. December 2024 beställs, i en order gemensam med Danmark, ytterligare 50 st CV9035 Mk3C, som ersättning för de fordon som tidigare donerats till Ukraina. [65][67]
- Ukraina: Sverige skickade 50 vagnar av version C[68] till Ukraina 2023.[69][70][71][72] Senare samma år tecknade Ukraina ett avtal med Sverige om att en fabrik som tillverkar stridsfordon 90 skulle anläggas i Ukraina, med kapacitet att tillverka upp till 1000 stridsfordon 90 per år[73]. Hägglunds har dock gjort klart att någon produktion inte kan påbörjas så länge krig råder i landet. I den gemensamma upphandlingen mellan Sverige och Danmark december 2024 om totalt 205 fordon går 40 till Ukraina.

| Strf 90A    | 210      |
| Strf 90B    | 91       |
| Strf 90B1   | 13       |
| Strf 90C    | 42       |
| Epbv 90A    | 34       |
| Epbv 90C    | 8        |
| Stripbv 90A | 54       |
| Stripbv 90C | 2        |
| Lvkv 90A    | 27       |
| Lvkv 90C    | 3        |
| Bgbv 90A    | 21       |
| Bgbv90A1    | 2        |
| Bgbv 90C    | 3        |
| Grkpbv 90   | 40 (+40) |
| Totalt      | 602      |

### Framtida användare
- Slovakien, 152 vagnar på order av CV90 Mk4. [76]
- Tjeckien, 246 vagnar på order av CV90 Mk4.[77][78]

## Galleri

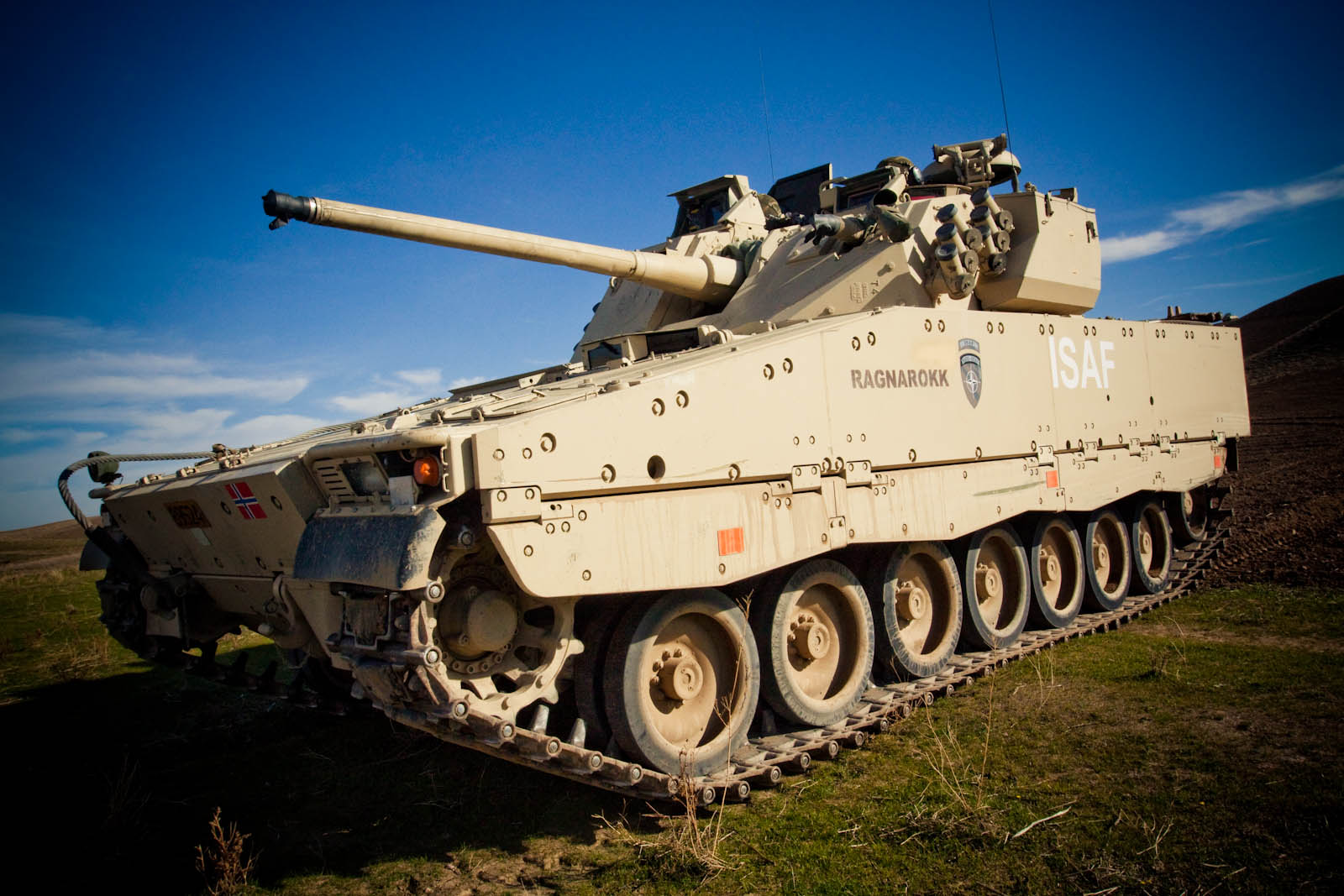
Stormpanservogn CV9030N, Norsk CV9030 (Mk1).
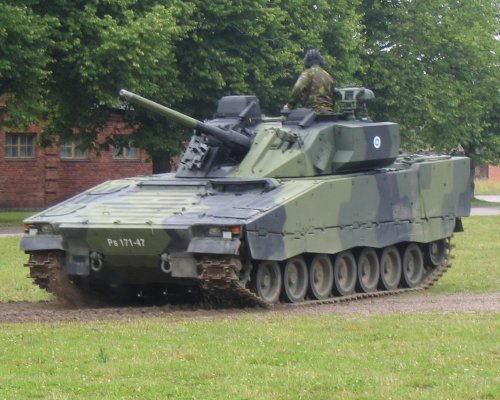
Rynnäkköpanssarivaunu CV9030 FIN, finländsk version av CV9030 (Mk2).
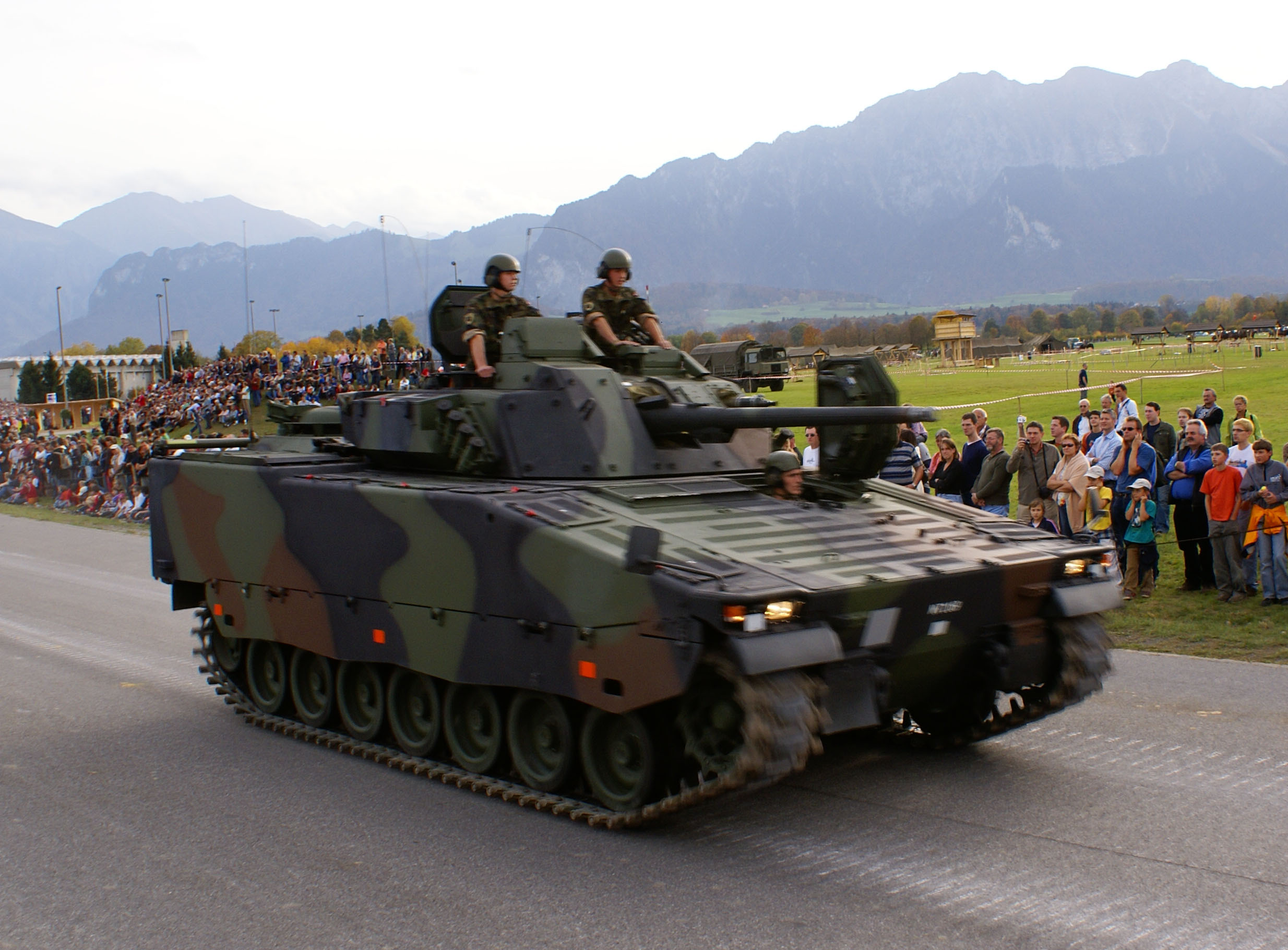
Schützenpanzer 2000, Schweizisk CV9030 (Mk2).
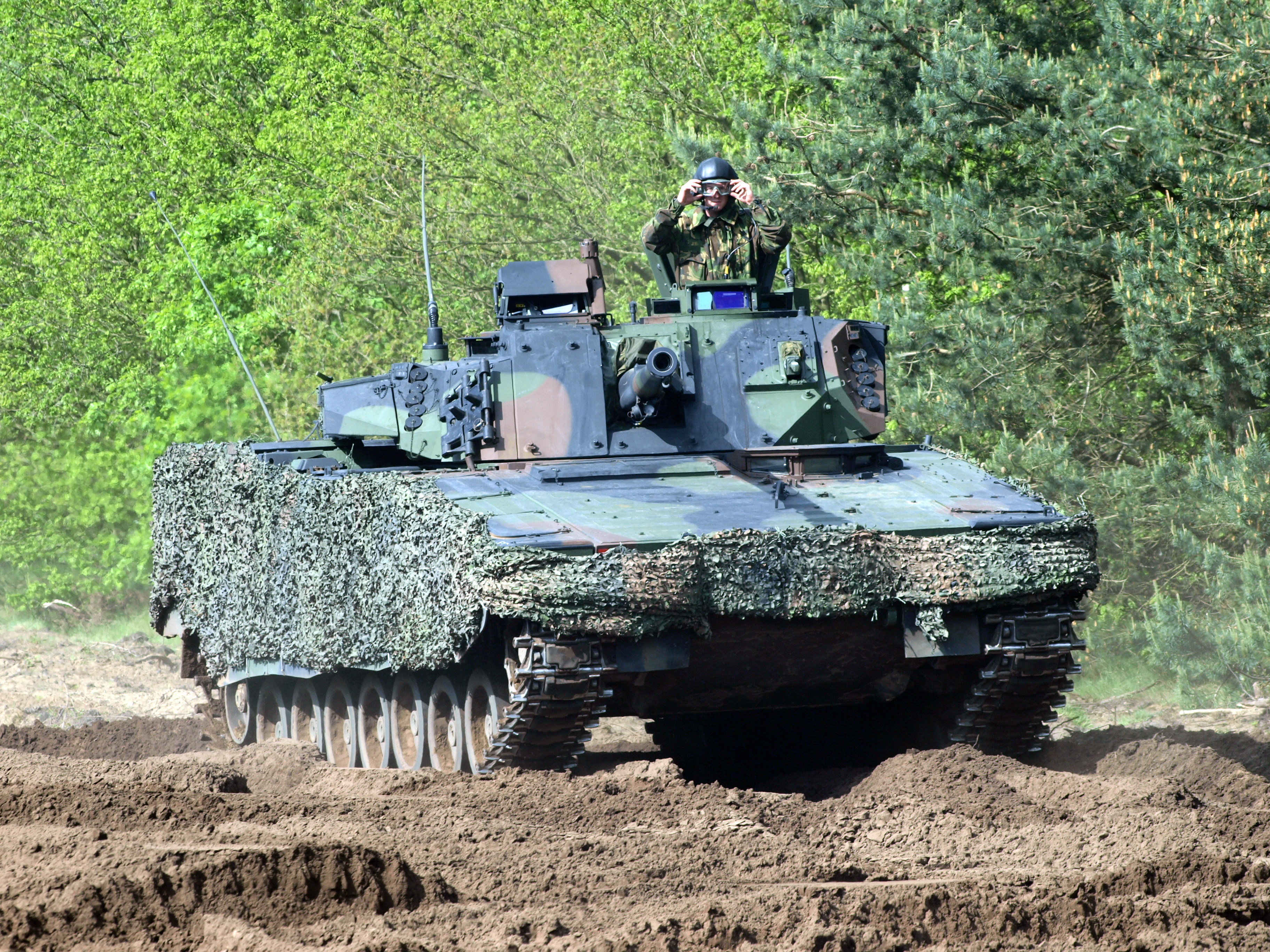
Nederländsk CV9035NL (Mk3) med tilläggsskydd.
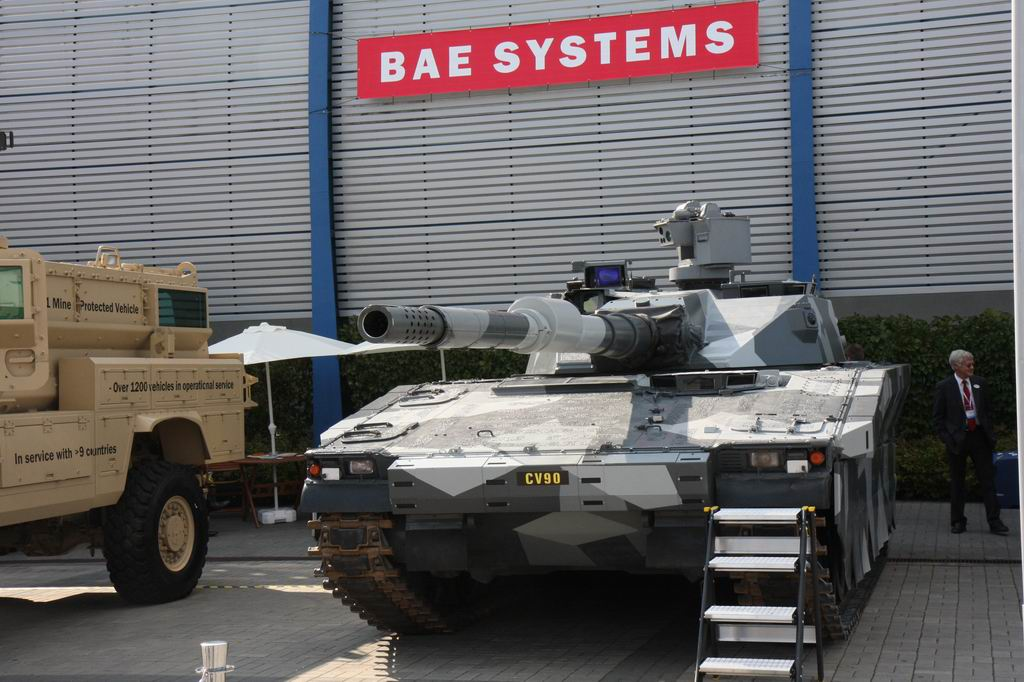
CV90120-T vid Internationella krigsmaterielutställningen i Polen 2009.